# Kattbreven
Kattbreven är en svensk familjefilm från 2001 i regi av Christina Olofson. I rollerna ses bland andra Daniela Holm-Verzola, Patricia Otter och Max Wallér-Zandén.

## Om filmen
Inspelningen ägde rum i Hunneberg, Norra Björke och Sjuntorp med Robert Nordström som fotograf och Olofson som producent. Filmens förlaga var romanen Kattbreven av Elsie Johansson (1991), vilken omarbetades till filmmanus av Olofson. Filmen klipptes av Stefan Sundlöf och premiärvisades den 16 februari 2001 på flera platser runt om i Sverige.

## Handling
Trettonåriga Sofi flyttar med sin mamma och styvpappa till den sistnämndas barndomshem på landet.

## Rollista i urval
- Daniela Holm-Verzola – Sofi
- Patricia Otter – Annika
- Max Wallér-Zandén – Ubbe
- Lia Boysen – Mona, Sofis mamma
- Felix Engström – Kenta, Monas nya kille
- Barbro Kollberg – Rut, den gamla damen
- Christina Stenius	– Magda
- Pale Olofsson – Filip
- Anders Johannisson – Göran, Annikas pappa
- Anna Ulrika Ericsson – Eva, Annikas mamma
- Lars Pierrou – prästen
- Doc, hund – Doc
- Mitzi, katt – Flisan